# Thomas Thayer
Thomas Baldwin Thayer (* 10. September 1812 in Boston; † 12. Februar 1886 in Roxbury, Boston) war der führende universalistische Theologe der Vereinigten Staaten im späten 19. Jahrhundert.

## Leben
Über Thayers Eltern und Kindheit ist nichts bekannt. Er besuchte das Harvard College als Schüler des Privatdozenten F. P. Leverett, der für die Herausgabe des Latin Lexicon verantwortlich war, verließ dieses aber nach einem Jahr, um sich seiner theologischen Ausbildung zu widmen. Nach seiner Ordination 1832 war er von 1833 bis 1845 als Pfarrer an der Ersten universalistischen Gesellschaft in Lowell tätig. Zur Verteidigung des Universalismus gab er von 1840 bis 1842 die Zeitschrift Star of  Bethlehem sowie zusammen mit seinem Mitarbeiter Abel C. Thomas (1807–1880) die Lowell Tracts heraus.
Thayer wurde 1845 zu einem neuen Pfarramt im Stadtteil Brooklyn in New York City berufen. 1851 kehrte er zu seinem alten Pfarramt in Lowell zurück. Im Jahr 1859 wurde Thayer Pfarrer der Shawmut Avenue Church in Boston, die er im Jahr 1867 wieder verließ. Sein Hauptwerk, die Theology of Universalism wurde 1862 veröffentlicht. Von 1864 bis zu seinem Tod 1886 war er Herausgeber der Universalist Quarterly, wo er einige seiner wichtigsten Arbeiten publizierte.
Thayer erhielt 1865 den akademischen Ehrentitel Doctor of Divinity von der Tufts University und war Mitglied des Harvard Board of Overseers.

## Werke (Auswahl)
Thayer schrieb viele Verse, die nie gesammelt wurden. Er veröffentlichte:
- Christianity against infidelity (Boston 1833, erweitert Cincinnati 1839)
- History of the Origin of Endless Punishment (1855)
- Theology of Universalism (1862)
- Over the river (1864)
- Universalists. Artikel in der American Cyclopædia (1879)